# Campeonato Mundial de Ciclismo de Montaña de 2028
El XXXIX Campeonato Mundial de Ciclismo de Montaña se celebrará en la ciudad de Leogang (Austria) en el año 2028, bajo la organización de la Unión Ciclista Internacional (UCI) y la Unión Ciclista de Austria.